# Acrocera bakeri
Acrocera bakeri är en tvåvingeart som beskrevs av Daniel William Coquillett 1904. Acrocera bakeri ingår i släktet Acrocera och familjen kulflugor. Inga underarter finns listade i Catalogue of Life.